# Willitzgrün
Willitzgrün ist ein Ortsteil der Gemeinde Mühlental, der 1950 nach Tirschendorf eingemeindet wurde und demnach seit 1994 zu Mühlental gehört.

## Lage
Willitzgrün liegt etwa 500 m südöstlich von Tirschendorf und damit südöstlich von Oelsnitz auf etwa 516 m. Der Verwaltungssitz der Gemeinde Mühlental, Marieney, liegt südlich, Schöneck östlich. Nördlich des Dorfes verläuft der Seifenbach. 

## Geschichte

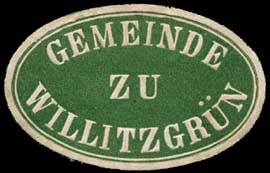
Siegelmarke der Gemeinde Willitzgrün

Willitzgrün ist spätestens 1288 als Willolsgrune ersterwähnt. Spätere Ortsnamensformen sind Willoldesgrune (1328), Wilhartsgrune (1378), Wilhartzgrun (1383), Wildesgrun (1420–40), Wilentczgrün (1441), Wilantsgrune (1572), Willentzgruhnn (1542), Willetsgrune und Willnitzgrun (1557), Willitzgrün (1578), Wielantsgrun (1579), Willizgruͤn (1791) und Willißgrün (1871). Willitzgrün war 1542 anteilig zum Rittergut Untermarxgrün, zu den Pfarren Oelsnitz und Arnoldsgrün, zu Amtsdorf sowie zum Deutschen Ritterorden zu Plauen gehörig. 1764 war der Ort Amtsdorf untertan. 1950 wurde Willitzgrün Teil der Gemeinde Tirschendorf und 1994 schließlich Teil der Gemeinde Mühletal. 1871 hatte Willitzgrün 23 Häuser. 1880 standen 22 Wohnhäuser.
| Jahr          | 1542              | 1764              | 1834 | 1871 | 1880 | 1890 | 1910 | 1925 | 1939 | 1946 |
| ------------- | ----------------- | ----------------- | ---- | ---- | ---- | ---- | ---- | ---- | ---- | ---- |
| Einwohnerzahl | 14 besessene Mann | 12 besessene Mann | 99   | 162  | 129  | 131  | 115  | 128  | 103  | 129  |

1925 gab es im Ort 125 evangelisch-lutherische und 3 römisch-katholische Christen.

## Belege
1. ↑  Willitzgrün – HOV | ISGV. Abgerufen am 19. Februar 2023.
2. ↑  'Generalübersicht sämmtlicher Ortschaften des Königreichs Sachsen nach der neuen Organisation der Behörden mit Angabe ihrer Einwohner- und Häuserzahl am 1. December 1871 : Zusammengestellt vom K. sächs. statist. Bureau' - Digitalisat | MDZ. Abgerufen am 19. Februar 2023.
3. ↑  Saxony (Kingdom) Statistisches Landesamt: Alphabetisches Verzeichniss der im Königreiche Sachsen belegenen Stadt- und Landgemeinden: mit den zubehörigen, besonders benannten Wohnplätzen ... : nebst alphabetischem Register. C. Heinrich, 1884, S. 511 (google.de [abgerufen am 19. Februar 2023]).